# کریستین کوبا
کریستین کوبا (استونیایی: Kristin Kuuba؛ زادهٔ ۱۵ فوریهٔ ۱۹۹۷) بدمینتون‌باز زن اهل استونی است.